# Hendrik Simon Versnel
Hendrik Simon Versnel (Rufname: Henk) (geb. 1936; gest. 8. Februar 2025) war ein niederländischer Althistoriker.

## Leben
Henk Versnel studierte von 1956 bis 1962 Klassische Altertumswissenschaft an der Universität Leiden und promovierte dort 1970 über das Thema Triumphus. An Inquiry into the Origin, Development und Meaning of the Roman Triumph. Bis 1971 unterrichtete er Latein und Griechisch am Gymnasium Erasmianum in Rotterdam. Von 1971 bis 1980 war als außerplanmäßiger Professor und ab 1980 als ordentlicher Professor für Alte Geschichte an der Universität Leiden tätig. Versnel wurde 2000 emeritiert. 2005 erhielt er die Ehrendoktorwürde der Philosophischen Fakultät der Universität Heidelberg.
Versnel ist am 8. Februar 2025, dem 450. Geburtstag der Universität Leiden, verstorben.

## Wirken
Unter den Altertumswissenschaftlern nimmt Henk Versnel wegen seiner wissenschaftlichen Leistungen einen besonderen internationalen Rang ein: Erstens hat er originelle Beiträge auf dem Gebiet der antiken Religions- und Ideengeschichte publiziert. Zweitens kombiniert der Wissenschaftler die Interpretation von Quellen mit innovativen Beiträgen zur Theoriebildung, vor allem auf den Gebieten der antiken Magie und Rituale. Dabei betont Versnel die Bedeutung der Rituale als eine heuristische Möglichkeit für das Verständnis antiker Gesellschaften. Allerdings unterscheidet sich Versnel durch einen intensiven Diskurs der jeweils eingesetzten Methode sowie der Begriffe von seinen Kollegen der durch den Strukturalismus geprägten anthropologischen École de Paris, etwa dem Philologen Jean-Pierre Vernant und dem Historiker Pierre Vidal-Naquet. Sein aktuelles Forschungsinteresse liegt in der antiken Magie, insbesondere den Fluchtafeln und Paradoxien, Widersprüchen und Ambiguität der griechischen Mythologie.

## Veröffentlichungen (Auswahl)
Monographien
- Triumphus. An Inquiry into the Origin, Development and Meaning of the Roman Triumph. Brill, Leiden 1970, (Zugleich: Leiden, Universität, Dissertation, 1970).
- Satricum en Rome. De Inscriptie van Satricum en de vroeg-Romeinse Geschiedenis (= Satricana. 3, ISSN 1872-9886). Stichting Nederlands Studiecentrum voor Latium, o. J. (um 1985), (In italienischer Sprache: Satricum e Roma. L’Iscrizione di Satricum e la storia romana arcaica. Fondazione Centro di Studio Olandese per il Lazio, Campoverde u. a. 1990).
- Inconsistencies in Greek and Roman religion. 2 Bände. Brill, Leiden u. a. 1990–1993, ISBN 90-04-09268-4 (Set);
  - Band 1: Ter unus. Isis, Dionysos, Hermes. Three Studies in Henotheism (= Studies in Greek and Roman Religion. 6, 1). 1990, ISBN 90-04-09266-8;
  - Band 2: Transition and Reversal in Myth and Ritual (= Studies in Greek and Roman Religion. 6, 2). 1993, ISBN 90-04-09267-6.
- Fluch und Gebet. Magische Manipulation versus religiöses Flehen? Religionsgeschichtliche und hermeneutische Betrachtungen über antike Fluchtafeln (= Hans-Lietzmann-Vorlesungen. 10). de Gruyter, Berlin u. a. 2009, ISBN 978-3-11-022635-5.

Herausgeberschaften
- Faith, Hope and Worship. Aspects of Religious Mentality in the Ancient World (= Studies in the Greek and Roman Religion. 2). Brill, Leiden u. a. 1981, ISBN 90-04-06425-7.
- (Mitherausgeber) Reihe Religions in the Graeco-Roman World. ISSN 0927-7633.
- (Mitherausgeber) Zeitschrift Mnemosyne.
- (Mitherausgeber) Reihe Supplementa Mnemosyne. ISSN 0169-8958.